# Attaque d'Arbinda
Insurrection djihadiste au Burkina Faso
Batailles
- Samorogouan
- Intangom
- Nassoumbou
- Ariel
- 1re Inata
- Loroni
- Gorom-Gorom
- Koutougou
- Arbinda
- Hallalé
- Markoye
- Dounkoun
- Boukouma
- 2e Inata
- Titao
- Opération Laabingol
- Namissiguima
- Madjoari
- Bourzanga
- Seytenga
- Gaskindé
- Tin-Ediar
- Tin-Akoff
- Aoréma
- Ougarou
- Namsiguia
- Noaka
- Koumbri
- Djibo
- Tawori
- Mansila
- Nassougou

Massacres
- Yirgou
- Solhan
- Karma
- Komsilga, Nodin et Soroe
- Bibgou et Soualimou
- Barsalogho

Attentats
- 1er Ouagadougou
- 2e Ouagadougou
- 3e Ouagadougou

L'attaque d'Arbinda a lieu le 24 décembre 2019, pendant l'Insurrection djihadiste au Burkina Faso.

## Contexte
Au cours de l'année 2019, la localité d'Arbinda, au nord du Burkina Faso, est le théâtre de nombreuses violences. Selon Human Rights Watch, les gendarmes d'Arbinda sont fortement impliqués dans l'assassinat de 116 hommes, principalement peuls, entre le milieu de l'année 2018 et février 2019. Du 31 mars au 2 avril 2019, des affrontements communautaires entre Peuls d'une part et Kouroumbas — aussi appelés Fulsés — et Mossis de l'autre, et impliquant également des « terroristes » selon le gouvernement burkinabé, font au moins 62 morts dans la commune d'Arbinda,,,,,. Le 9 juin, au moins 19 civils sont encore tués à Arbinda,. Le soir du 4 octobre, une attaque fait une vingtaine de morts sur un site d'orpaillage à Dolmané, sur le territoire de la commune. Le 20 novembre, l'armée repousse une attaque contre la localité et revendique la mort de 18 assaillants contre un seul tué du côté des gendarmes,.

## Déroulement
Le 24 décembre 2019, des djihadistes lancent une attaque contre la localité d'Arbinda,. Les combats éclatent vers 6 heures du matin et les assauts sont menés par « un nombre important de terroristes » qui attaquent simultanément le détachement militaire et les populations civiles selon le gouvernement burkinabé,. Selon une source militaire de l'AFP, 200 hommes participent à l'attaque, tandis que selon les déclarations d'un officier burkinabé au journal Le Monde le nombre des assaillants est estimé à 300. Parmi ces derniers figurent de nombreux Peuls.
L'affrontement débute par l'explosion d'un véhicule piégé conduit par un kamikaze,. Les combats durent au moins deux à trois heures et sont d'une « rare intensité » d'après l'armée burkinabée,,.
Des forces aériennes interviennent : un A-29 Super Tucano burkinabé et deux Mirage 2000D français venus de Niamey,. Pour la première fois, les forces aériennes burkinabées et françaises mènent une opération conjointe,. L'attaque est repoussée,. Les djihadistes laissent cependant derrière eux les cadavres de nombreux civils massacrés. Parmi les victimes figurent des déplacés internes,. Les raisons de cette tuerie ne sont pas connues, mais elles pourraient être des actes de vengeances aux violences commises contre les Peuls lors des mois précédents.

## Revendication
L'attaque n'est pas immédiatement revendiquée, mais deux groupes sont suspectés : Ansarul Islam et l'État islamique dans le Grand Sahara. La porosité est cependant grande entre les différents groupes djihadistes de la région.
La Province d'Afrique de l'Ouest de l'État islamique revendique finalement l'attaque le 27 décembre,.

## Pertes
Le 24 décembre, le gouvernement et l'état-major burkibabé déclarent que le bilan des attaques est de sept morts — quatre militaires et trois gendarmes — et environ 20 blessés du côté des forces de sécurité,. Le nombre des blessés est ensuite ramené à 17. Ils annoncent également que 35 civils ont été massacrés par les assaillants, dont 31 femmes, et six autres blessés,. Ils portent à 80 le nombre des djihadistes tués et indiquent qu'une centaine de motos, de l'armement et des munitions ont été capturés,. 
Pour le journaliste Wassim Nasr, il est cependant possible que le bilan particulièrement élevé des pertes djihadistes donné par l'armée burkinabée soit exagéré. Pour Matteo Puxton, spécialiste de la stratégie militaire de l'État islamique, si le bilan officiel semble élevé une photo prise après les combats permet cependant d'apercevoir les corps de 30 à 40 djihadistes. L'AFP indique que « Depuis deux mois, les forces de défense et de sécurité burkinabè ont revendiqué une série de succès, affirmant avoir tué une centaine de djihadistes au cours de plusieurs opérations. Des bilans toutefois impossibles à confirmer de source indépendante »,.
Dans son communiqué de revendication, l'État islamique déclare avoir tué sept militaires burkinabés, mais il ne fait aucune mention du massacre des civils.

## Réactions
Le 25 décembre, le gouvernement burkinabé décrète un deuil national de deux jours en hommage aux victimes de l'attaque. Le président burkinabé Roch Marc Christian Kaboré dénonce une « attaque barbare », il salue « l’engagement et la bravoure » des Forces de défense et de sécurité et demande au peuple burkinabé de formuler, « en ce jour de Noël, (…) une pensée pieuse pour les familles éplorées ».  
L'attaque provoque également de nombreuses réactions internationales. Le secrétaire général des Nations unies António Guterres « condamne fermement l'attaque perpétrée le 24 décembre par des individus armés non identifiés à Arbinda » et « transmet la solidarité des Nations Unies au peuple burkinabé ». Le pape François dénonce dans son message de Noël les agissements « des groupes extrémistes sur le continent africain, surtout au Burkina Faso, au Mali, au Niger et au Nigeria ». Charles Michel, le président du Conseil européen, déclare : « Inates au Niger hier, Arbinda au Burkina Faso aujourd'hui... Villes martyres, victimes d'un terrorisme rampant qui nous menace tous. L'Union européenne est aux côtés de l'Afrique dans son combat contre le terrorisme ». Le président du Niger, Mahamadou Issoufou, présente également ses condoléances. 